# Resolució 1120 del Consell de Seguretat de les Nacions Unides
La Resolució 1120 del Consell de Seguretat de les Nacions Unides fou adoptada per unanimitat el 14 de juliol de 1997. Després de recordar les resolucions anteriors sobre Croàcia incloses les 1023 (1995), 1025 (1995), 1037 (1996), 1043 (1996), 1069 (1996) i 1079 (1996), el Consell va prorrogar el mandat de l'Autoritat Provisional de les Nacions Unides a Eslavònia Oriental, Baranja i Sírmia Occidental (UNTAES) fins al 15 de gener de 1998.
Les regions croates d'Eslavònia oriental, Baranja, i Sírmia, eren governades per la missió de les Nacions Unides, UNTAES. En un acord amb la comunitat sèrbia local en aquestes regions, la seguretat de tots els ciutadans era una prioritat. Va ser important que el Govern de Croàcia permetés que refugiats i persones desplaçades tornessin a casa amb seguretat. Hi havia preocupació que els drets humans a la regió, inclosos els de les minories ètniques, no es respectessin i hi havia una falta de cooperació amb el Tribunal Penal Internacional per a l'antiga Iugoslàvia. L'efecte perjudicial de la Llei d'Amnistia també va ser ressaltada pel Consell, ja que va afectar negativament la confiança entre les comunitats ètniques a Croàcia.
Actuant en virtut del Capítol VII de la Carta de les Nacions Unides, el Consell va reiterar la importància que atorgava la implementació plena de tots els acords per les parts i la cooperació plena amb les Nacions Unides i les organitzacions internacionals. Al mateix temps, es va destacar la importància del respecte als drets humans de tots els grups ètnics, especialment perquè Croàcia obstaculitzava el retorn dels refugiats. Als serbis locals de les tres regions se'ls va recordar que adoptessin una actitud constructiva cap a la reintegració en la resta de Croàcia. Es va demanar que s'eliminessin totes les ambigüitats de la Llei d'Amnistia i que es pogués implementar de manera justa.
El Consell de Seguretat va aprovar els plans per a la reestructuració de la UNTAES mitjançant la retirada del component militar i la devolució dels poders executius. Es va instar a cooperar amb la Força d'estabilització autoritzada en la Resolució 1088 (1996) a la veïna Bòsnia i Hercegovina. Es va instruir al Secretari General de les Nacions Unides que informés al Consell el 6 d'octubre de 1997 sobre aspectes relatius a la reintegració de la regió. Era important que l'àrea fos desmilitaritzada i es va establir un règim de frontera liberal. Finalment, es va instar al govern croat a iniciar un programa de reconciliació nacional.